# Alfio Belluso
Alfio Belluso (Augusta, 1855 – Catania, 1903) è stato un poeta e scrittore italiano.

## Biografia
Fu autore di diverse raccolte poetiche. 

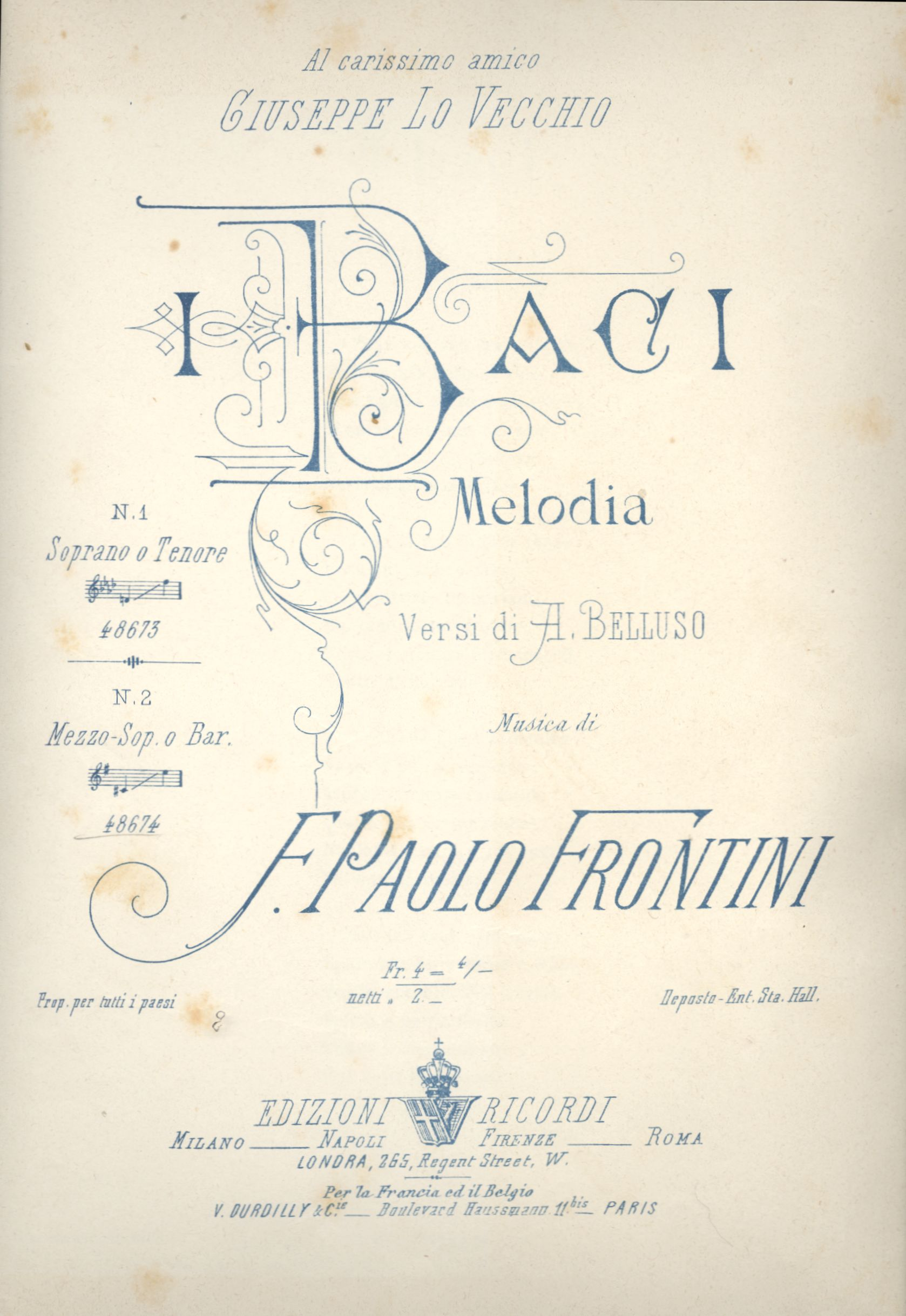
Collezione Frontini

Signori, chi dei poeti nostri amò e cantò così la Sicilia ? Il Belluso senza esagerazione dopo Lionardo Vigo che da erudito poeta scrutò ogni angolo dell'Isola, è il più siciliano dei nostri minori poeti, e sarebbe per questo lato il più vicino al Meli, se della vita e della natura campestre siciliana egli cogliesse le forme e gli spiriti con più immediato e più vario sentimento di arte, e troppe volte non si dilettasse di cogliere suoni e colori che dileguano e sfumano... (Commemorazione fatta a cura del Municipio nel Teatro comunale di Augusta il giorno 8 maggio 1904 dal prof. Nunzio Vaccalluzzo)

## Opere
- Primi versi, Catania, Tip. di G. Pastore, 1875.
- Ultimi, Catania, Niccolò Giannotta Editore,, 1882.
- Sursum corda, Bologna, N. Zanichelli, 1886.
- In solitudine: [versi], Catania, Niccolò Giannotta Editore 1889.
- Raggi e ombre: versi, Catania, Niccolò Giannotta Editore, 1892.
- Sicilia: sonetti, Catania, Niccolò Giannotta Editore, 1894.
- Uomo : [Canti], Catania,  Niccolò Giannotta Editore, 1896.
- Cerere, Catania, N. Giannotta, 1899.
- Piccola morta: versi, Catania, N. Giannotta, 1901.

### Romanze
- I Baci: melodia, versi di Alfio Belluso, musica di Francesco Paolo Frontini, Milano, ed. Ricordi, 1883.
- Forse..., versi di Alfio Belluso,, musica di Francesco Paolo Frontini, Catania, ed. Pistorio Tomaselli, 1889.
- Non pensi a me: Melodia, parole di Alfio Belluso, musica di Francesco Paolo Frontini, Milano, ed. A. De Marchi, 1893.